# Eufriesea convexa
Eufriesea convexa là một loài Hymenoptera trong họ Apidae. Loài này được Friese mô tả khoa học năm 1899.